# عصر الجنون (مسلسل)
 عصر الجنون  مسلسل درامي سوري اجتماعي معاصر، أنتج في عام 2004، وهو تأليف هاني السعدي وإخراج مروان بركات، ومن بطولة بسام كوسا وسلاف فواخرجي وباسل خياط وقصي خولي.

## قصة المسلسل
يبدأ صالح (بسام كوسا) بخسارة مبلغ مالي كبير بسبب رفقاء السوء، ثم تبدا تدهور حالته، من جانب آخر تذهب اسرة الدكتور عماد صائب عبد الحكيم قطيفان للذهاب من دمشق إلى اللاذقية للفسحة، ومن ثم يغادر إبنهم الطفل رياض باسل خياط للغابة ثم يفقد، ثم تتبنه زينب شكران مرتجي التي مصابة بالهستيريا. تلتقي زينب شكران مرتجي في منزلهم بمنى عبير شمس الدين الهاربة من ضيعتهم فتاة في السادسة والعشرين من عمرها، وتعيش في حلب، ونتيجة للضغوط العائلية عليها لكي تتزوج من ابن خالها تهرب وتبدأ في البحث عن عمل، تلتقي زينب بمنى ثم تتعلق منى بعد زواجها من بسام كوسا بالطفل رياض باسل خياط، ومن ثم تُقتل زينب شكران مرتجي وتتبنى اسرة صالح الطفل رياض باسل خياط، ومن ثم تبدأ الاحداث.

## الممثلين
| الممثل            | الدور     |
| ----------------- | --------- |
| بسام كوسا         | صالح      |
| سلاف فواخرجي      | نسرين     |
| زهير رمضان        | عبود      |
| باسل خياط         | عمرو/رياض |
| قصي خولي          | زيد       |
| سوسن ميخائيل      | أمل       |
| عبد الحكيم قطيفان | عماد      |
| عبير شمس الدين    | منى       |
| ميلاد يوسف        | لؤي       |
| ليليا الاطرش      | فاديا     |
| روعة السعدي       | سيدرا     |
| جلال شموط         | راضي      |
| بيير داغر         | بشير      |
| نضال سيجري        | سليم      |
| عادل شكري         |           |
| فدوى محسن         |           |
| نادين سلامة       | فاتن      |
| نزار أبو حجر      | أبو لؤي   |
| فهد النجار        |           |
| رواد عليو         | هدى       |
| لويز عبد الكريم   | هيفاء     |
| ناهد حلبي         |           |
| طارق مرعشلي       | أحمد      |
| أدهم مرشد         | يوسف      |
| إياد أبو الشامات  |           |